# Los defensores de los muertos
Los defensores de los muertos es la quinta novela de la serie Aprendiz de Jedi, basada en el universo de Star Wars, y está escrita por Jude Watson. Fue publicada por Scholastic Press en inglés (diciembre de 1999) y por Alberto Santos Editor en español.

## Argumento
Los habitantes de Melida/Dan están anclados en el pasado y dos facciones de la población luchan en una interminable guerra civil. Todos parecen haberse olvidado de los Jóvenes. Obi-Wan Kenobi y su maestro no deben tomar partido allí, pero pronto Obi-Wan se encuentra luchando codo a codo con los Jóvenes en contra de los deseos de su maestro.